# 大平町
大平町（日语：／ Ōhira machi */?）是栃木縣南部，東京以北約80公里處的一町。屬下都賀郡。